# راستین بهنام
راستین بهنام (به انگلیسی: Rostin Behnam) وکیل و مسوول حکومتی آمریکایی است که هم‌اکنون به عنوان یکی از کمیسیونرهای کمیسیون معاملاتی معاملات آتی کالای ایالات متحده مشغول به کار است. او پیشتر مشاور حقوقی ارشد سناتور دبی استیبناو بود. او در نیویورک به وکالت اشتغال داشته و در دفتر دادستان کل نیوجرسی نیز کار کرده‌است.